# Leptynoptera sulfurea
Leptynoptera sulfurea är en insektsart som beskrevs av Crawford 1919. Leptynoptera sulfurea ingår i släktet Leptynoptera och familjen Carsidaridae. Inga underarter finns listade i Catalogue of Life.